# Schloss Emmendingen

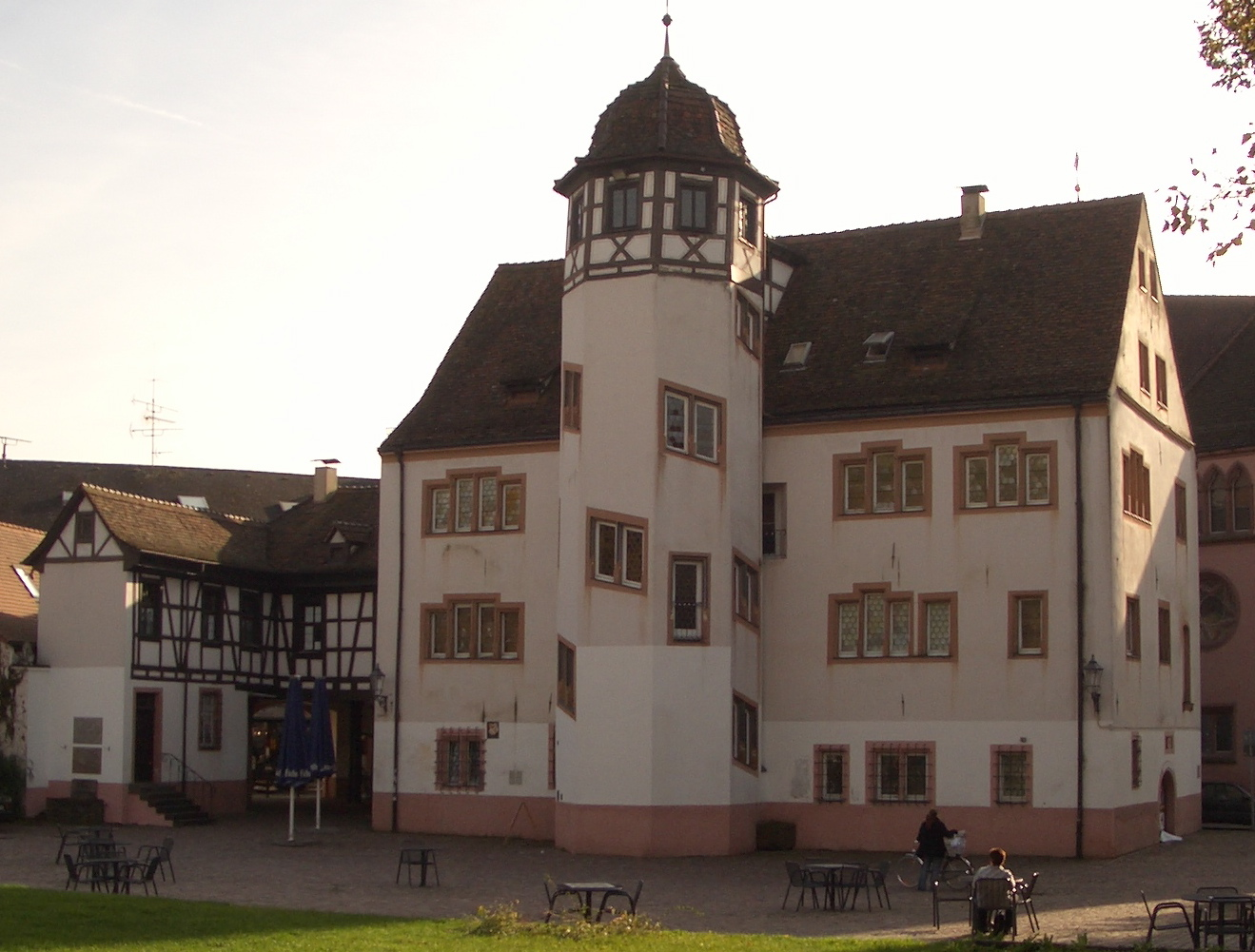
Markgrafenschloss

Das Markgrafenschloss in Emmendingen ist ein Renaissancebau am Rande der Altstadt von Emmendingen.
Das schlichte dreistöckige Gebäude mit hohem Satteldach besitzt einen markanten achteckigen Treppenturm an der Nordseite und niedrigere Nebengebäude. Ursprünglich wurde es als ein Hof des Klosters Tennenbach gebaut, woran der Abtsstab über dem Portal noch erinnert. Nach mehrfachem Besitzerwechsel wurde das Gebäude 1588 durch Markgraf Jakob III. von Baden-Hachberg erworben und zu einem Residenzschloss umgestaltet.
1590 war der Kapitelsaal in einem daneben liegenden Gebäude Schauplatz des „Emmendinger Religionsgesprächs“. Nach dem Tod von Markgraf Jakob III. diente das Schloss als Amtssitz für die Landvögte der Markgrafschaft Hachberg, später als Burgvogtei. Als letztes Nebengebäude der Residenz hat sich auf dem Schlossplatz noch das sogenannte Lenzhäuschen erhalten.
1833 ging das Gebäude unter Bürgermeister Carl Helbing (1802–1874) in den Besitz der Stadt über. Er ließ dort ein Spital einrichten. Heute ist hier die stadtgeschichtliche Sammlung untergebracht. Der Schlosskeller mit Kreuzgewölbe im Erdgeschoss wird als Kleinkunstbühne und Veranstaltungsraum genutzt. 2007 wurde das Schloss umfassend renoviert.